# Santa Rosalía (kommun)
Santa Rosalía är en kommun i Colombia.   Den ligger i departementet Vichada, i den centrala delen av landet, 400 km öster om huvudstaden Bogotá. Antalet invånare är 3 250.